# Òpera de Montecarlo

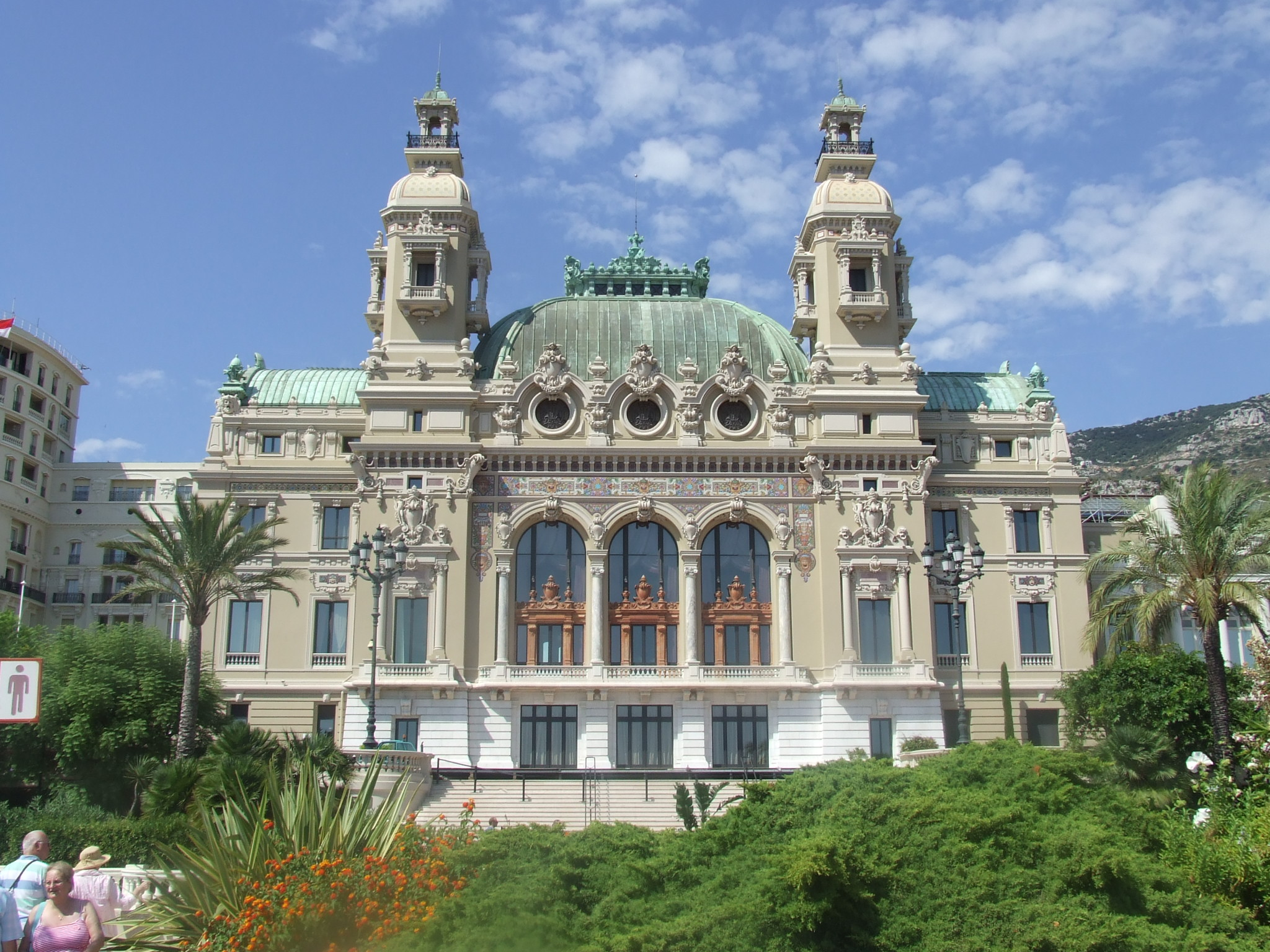
Façana banda mar de la Sala Garnier, seu de l'Òpera de Montecarlo

L'Òpéra de Montecarlo és un teatre d'òpera, que forma part del Casino de Montecarlo del Principat de Mònaco.
A causa de la manca de diversions culturals en la Mònaco dels anys 1870, el príncep Carles III de Mònaco, amb el suport de la Société des bains de mer de Mònaco, va decidir crear una sala de concerts que formés part del casino. L'entrada pública principal a la sala es feia pel casino, mentre que l'entrada privada de Carles III era al costat occidental. Va obrir portes l'any 1879 i va ser aviat coneguda com a Sala Garnier, pel nom de l'arquitecte que la va dissenyar, Charles Garnier.
Durant la renovació de la Sala Garnier dels anys 2004–05, l'empresa va presentar òperes a la Sala dels Prínceps del Fòrum Grimaldi, un espai modern per a conferències i altres serveis, on Els Ballets de Montecarlo i l'Orquestra Filharmònica de Montecarlo actuen regularment.

## Sala Garnier

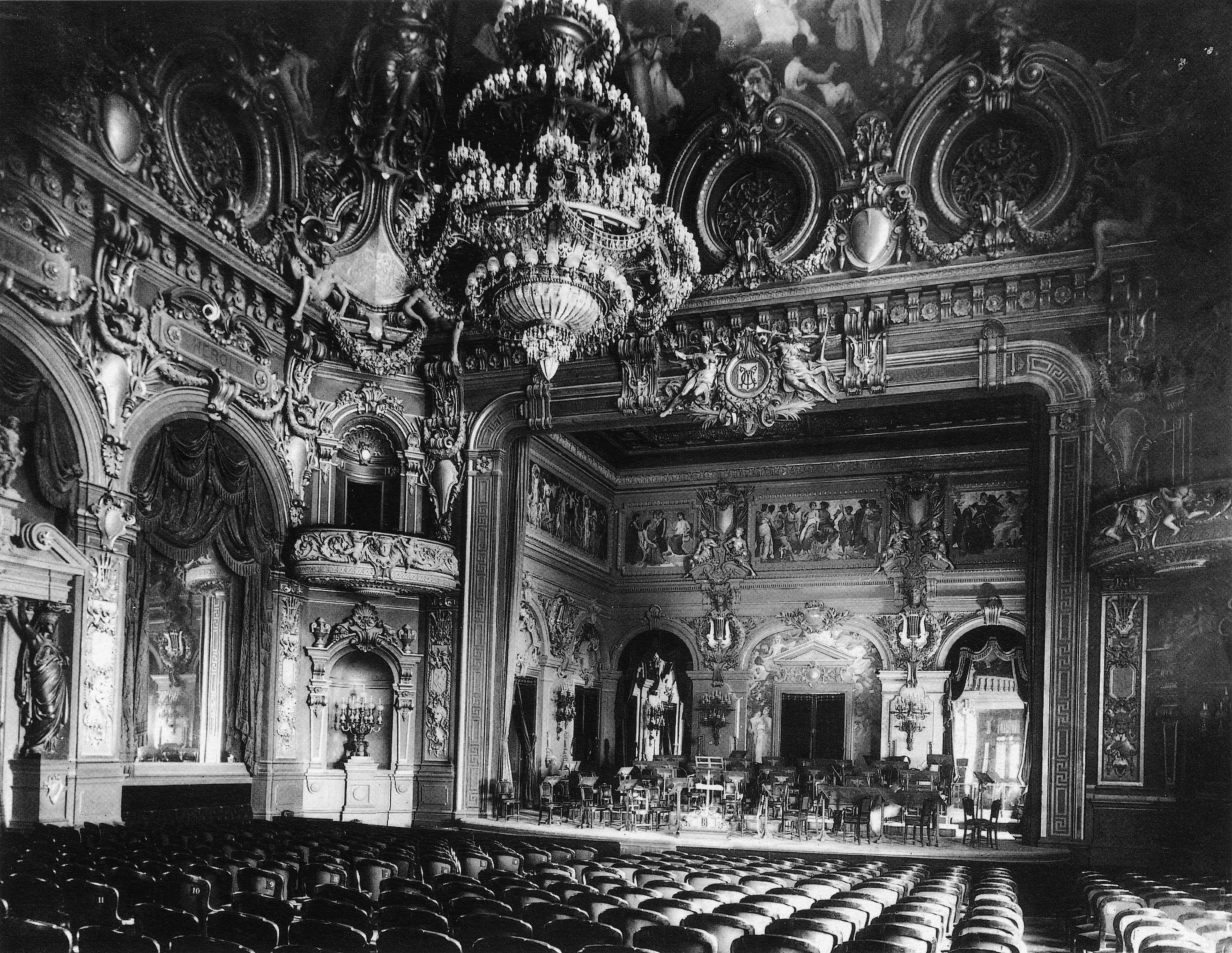
Auditori i escenari (c. 1879)

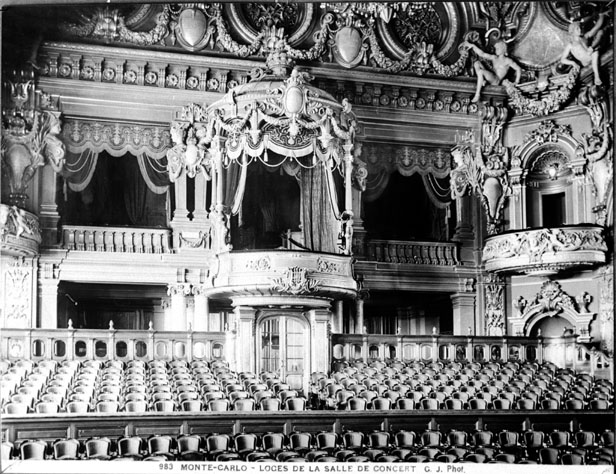
Llotja reial i llotges laterals (c. 1900)

L'arquitecte Charles Garnier va dissenyar també el teatre d'òpera de París, ara coneguda amb el nom d'Òpera Garnier. La Sala Garnier és molt més petita, compta amb 524 places, poc comparat amb les aproximadament 2.000 de l'Òpera Garnier, i a diferència del teatre de París, el qual es va començar a construir el 1861 i completat el 1875, la Sala Garnier va ser construïda en només vuit mesos i mig. No obstant això, el seu l'estil ornamental va estar fortament influït pel de l'Òpera Garnier, i molts artistes van treballar en ambdós teatres. Tot i que el teatre de Montecarlo no va ser projectat com a teatre d'òpera, aviat va ser utilitzat per aquell propòsit, i amb freqüència, per la qual cosa va ser remodelat entre 1898 i 1899 per Henri Schmit, principalment pel que fa a l'escenari, per fer-lo més adequat per l'òpera.
La sala va ser inaugurada el 25 de gener de 1879 amb una actuació de Sarah Bernhardt vestida com una nimfa. La primera òpera en ser representada va ser Le Chevalier Gaston, de Robert Planquette, el 8 de febrer de 1879, seguida de tres òperes més en aquella mateixa temporada.
Sota la influència del seu primer director, Jules Cohen (qui va ser fonamental en la contractació d'Adelina Patti), combinat amb la direcció del teatre de Raoul Gunsbourg, nou director des de 1892, i el suport de la Princesa Alice, la dona estatunidenca del successor de Charles III, Albert I de Mònaco, molt aficionada a l'òpera, l'empresa va aconseguir un nom en la comunitat de l'òpera del mundial. Gunsbourg va romandre al teatre al llarg de seixanta anys, supervisant produccions com ara l'estrena de La Damnation de Faust d'Hector Berlioz l'any 1893, i les primeres aparicions a Montecarlo, el gener de 1894, del famós tenor italià Francesco Tamagno en Otello de Verdi, el rol que ell va cantar en l'estrena absoluta de 1887 d'aquesta òpera, a La Scala de Milà. En el període entre 1895 i 1905 el director música de l'Òpera de Montecarlo va ser Arturo Vigna.
A principis del segle XX la Sala Garnier va poder comptar amb interpretacions dels més grans intèrprets, com ara Nellie Melba i Enrico Caruso en La Bohème i Rigoletto (1902), i Fiódor Xaliapin en l'estrena del Don Quichotte de Jules Massenet (1910). Aquesta producció va formar part d'una llarga associació entre l'empresa i Massenet, per la producció d'òperes del compositor, tres de les quals va ser estrenades després de la mort de Massenet, esdevinguda l'any 1912. Aquestes tres obres van ser Panurge (1913), Cléopâtre (1914) i Amadis (1922).
Altres cantants famosos del segle XX que van cantar en aquest teatre de Montecarlo van ser Titta Ruffo, Geraldine Farrar, Mary Garden, Tito Schipa, Beniamino Gigli, Claudia Muzio, Georges Thill, Lily Pons, i Mary McCormic.
A banda de Massenet, altres compositors van estrenar obres seves a la Sala Garnier, incloent-hi a Sant-Saëns (Hélène, 1904); Mascagni (Amica, 1905); i Puccini (La rondine, 1917). De fet, des de la seva inauguració, el teatre ha albergat 45 estrenes absolutes d'òperes. René Blum va fundar el Ballet de l'Òpera l'any 1932, sota el nom de Ballet russos de Montecarlo. L'edat daurada de la Sala Garnier queda ja en el passat, pel fet que les d'empreses petites amb les sales d'òpera petites no poden ja muntar produccions de costos elevats. No obstant això, l'empresa és encara capaç de produir temperades de 5 o 6 òperes cada any.

## Esdeveniments de gala a la Sala Garnier
Tres vegades en la seva història de 130 anys, la sala d'òpera va ser transformada en un espectacular local per acollir sopars de gala. La primera ocasió va ser el 1966, amb motiu de la celebració del centenari del Principat de Mònaco, un esdeveniment organitzat pels prínceps Rainier III i Gràcia de Mònaco; la segona va ser el casament reial del príncep Albert II de Mònaco i de la exnedadora sud-africana Charlene Wittstock.
L'Òpera va ser transformada per tercer cop el 27 de juliol de 2013 per acollir el Love Ball, un gala per recaptar fons pels esdeveniments organitzats per la Naked Heart Foundation.